# Kako to da svaki dan?
A Kako to da svaki dan? a YU grupa 1974-ben megjelent második nagylemeze, amelyet a Jugoton adott ki. Katalógusszáma: LSY 63010. A hanglemezváltozat kinyitható borítós.

## Az album dalai

### A oldal
1. Kako to (3:58)
2. Život njen (3:05)
3. Ništa nema novo (6:41)
4. Balada o YU grupi (3:25)

### B oldal
1. Zar je ljubav to (3:03)
2. Mala Džoj (3:21)
3. More 2 (7:57)
4. Laž (3:41)

## Közreműködők
- Dragi Jelić – gitár, szintetizátor, ének
- Bata Kostić – gitár, orgona, háttérvokál
- Žika Jelić – basszusgitár, háttérvokál
- Ratislav Đelmaš – dob, ütős hangszerek